# Vicarabad
Vicarabad es una  ciudad y municipio situada en el distrito de Vikarabad en el estado de Telangana (India). Su población es de 53143 habitantes (2011).

## Demografía
Según el censo de 2011 la población de Vicarabad era de 53143 habitantes, de los cuales 26467 eran hombres y 26676 eran mujeres. Vicarabad tiene una tasa media de alfabetización del 78,68%, inferior a la media estatal del 67,02%: la alfabetización masculina es del 85,76%, y la alfabetización femenina del 71,71%.